# 4358 Lynn
4358 Lynn (A909 TF) là một tiểu hành tinh vành đai chính được phát hiện ngày 5 tháng 10 năm 1909 bởi Philip Cowell ở Greenwich. Tênd after William Thynne Lynn of the Royal Observatory, Greenwich.